# Alejandro Pozo
Alejandro "Álex" Pozo Pozo (Huévar del Aljarafe, 22 februari 1999) is een Spaans voetballer die doorgaans als offensieve middenvelder speelt. Hij stroomde in 2016 door vanuit de jeugd van Sevilla.

## Clubcarrière
Pozo sloot zich op jonge leeftijd aan in de jeugdopleiding van Sevilla. Op 21 augustus 2016 debuteerde hij voor Sevilla als invaller in de Segunda División tegen Girona. Op 2 september 2016 kreeg de middenvelder zijn eerste basisplaats tegen UCAM Murcia.